# Frankie Adams
Frankie Adams (Savai'i, 3 gennaio 1994) è un'attrice neozelandese di origine samoana, nota principalmente per il ruolo di Roberta "Bobbie" Draper nella serie TV The Expanse.

## Biografia
Frankie Adams nasce nell'isola di Savai'i nelle Samoa ed è la più grande di tre sorelle.

### Carriera
Il primo ruolo di Frankie Adams, all'età di 16 anni, è stato quello di Ula Levi nella soap opera Shortland Street. Ha avuto ruoli anche nella serie televisiva Wentworth e nel film One Thousand Ropes.
Nel 2016 ottiene il ruolo di Roberta "Bobbie" Draper nel cast principale della serie The Expanse, a partire dalla seconda stagione.

## Filmografia

### Cinema
- One Thousand Ropes, regia di Tusi Tamanese (2017)
- Macchine mortali (Mortal Engines), regia di Christian Rivers (2018)
- Chi segna vince (Next Goal Wins), regia di Taika Waititi (2023)
- Oceania (Moana), regia di Thomas Kail (2026)

### Televisione
- Shortland Street – serie TV, 278 episodi (2010-2015)
- Wentworth – serie TV, 2 episodi (2016)
- The Expanse – serie TV, 43 episodi (2017-2022)
- Ascolta i fiori dimenticati (The Lost Flowers of Alice Hart), regia di Glendyn Ivin – miniserie TV (2023)

## Doppiatrici italiane
Nelle versioni in italiano delle opere in cui ha recitato, Frankie Adams è stata doppiata da:
- Paola Majano in The Expanse
- Valentina Stredini in Ascolta i fiori dimenticati